# Sammlung von Bildern aus Hamburg
Die Sammlung von Bildern aus Hamburg wurde ab 1889 vom damaligen Direktor Alfred Lichtwark für die Hamburger Kunsthalle zusammengetragen. Damit verbunden war sein Konzept, dem Hamburger Publikum zeitgenössische moderne Kunst näher zu bringen. Die Gemälde, Pastelle, Gouachen und Aquarelle zeigen vorwiegend Hamburger Landschaften und Interieurs sowie Porträts von Personen, die mit der Hansestadt verbunden sind. Nach dem Tod von Lichtwark wurden einige dieser Werke verkauft, andere wurden im Zweiten Weltkrieg vernichtet oder gelten als verschollen. Große Teile der Sammlung befinden sich bis heute in der Sammlung der Hamburger Kunsthalle, darunter bedeutende Werke der Dauerausstellung.

## Geschichte
Die 1869 eröffnete Hamburger Kunsthalle wurde zu Beginn von einer größtenteils aus Politikern bestehenden Verwaltungskommission geleitet. Die Sammlung bestand zunächst aus eher zufälligen Schenkungen und Vermächtnissen. Erst mit dem Dienstantritt von Alfred Lichtwark als ersten Direktor begann 1886 ein systematischer Aufbau der Sammlung. In seiner Antrittsrede formulierte er sein zukünftiges Programm: „Wir wollen nicht ein Museum, das dasteht und wartet, sondern ein Institut, das thätig in die künstlerische Erziehung unserer Bevölkerung eingreift“. Ein erster Schritt zur Neuorientierung der Sammlung war 1889 die Gründung der Sammlung älterer Hamburgischer Meister, die später in Sammlung zur Geschichte der Malerei in Hamburg XV.–XVIII. Jahrhundert umbenannt wurde. Hierzu gehörten beispielsweise bedeutende Werke von Meister Bertram und Meister Francke, die Lichtwark für die Hamburger Kunsthalle sicherte. Es folgte die Sammlung Hamburger Landschaft, die 1890 die Bezeichnung Sammlung von Bildern aus Hamburg erhielt. Lichtwark konnte sich von Beginn an auf die breite Unterstützung von kunstsinnigen Hamburgern stützen, wie ein Aufruf von 1889 zeigt, der von den Bankiers Erdwin Amsinck, Eduard Ludwig Behrens, Otto Berkefeld, Friedrich von Westenholz, dem Rechtsanwalt Heinrich Frans Angelo Antoine-Feill und dem Reeder Friedrich Leopold Loesener mitunterzeichnet wurde:

„Die Ueberzeugung, dass die unendlich mannichfaltige, an malerischen Reizen unerschöpfliche Hamburgische Landschaft, ganz einzig in ihrer vielseitigen Zusammensetzung von Stromläufen, Marschen, Dünen, Hochufern, Wäldern aller Art, Haiden, Mooren, Seeflächen, Fluss- und Auenthälern, Wiesen und Feldern weder von Einheimischen noch Fremden hinreichend gewürdigt wird, hat den Plan nahegelegt, die Schönheit unserer Heimat in einer grösseren Anzahl von Studien nach der Natur zur Darstellung zu bringen.“

Mit der Sammlung von Bildern aus Hamburg verband Lichtwark den Wunsch, die Hamburger Kunsthalle zu modernisieren und die Geschmacksbildung und Seherfahrung des Publikums zu schulen. Hierzu forderte er zunächst Hamburger Künstler auf, sich den Motiven ihrer Stadt zu widmen. Später kamen Künstler hinzu, die nach Hamburg eingeladenen wurden. Hierzu gehörten Max Liebermann und Franz Skarbina aus Berlin, Gotthardt Kuehl aus Dresden, Leopold von Kalckreuth aus Stuttgart und Hermann Linde aus Dachau. Aus dem Ausland kamen zunächst die Skandinavier Anders Zorn aus Schweden, Fritz Thaulow aus Norwegen und Laurits Tuxen aus Dänemark. Die Verpflichtung von Ferdinand Hodler und Gustav Klimt scheiterte nicht zuletzt an fehlenden finanziellen Mitteln. Kurz vor Ende seiner Tätigkeit konnte Lichtwark mit Werken der Franzosen Édouard Vuillard und Pierre Bonnard nochmals internationale Akzente setzen.
Zu Beginn waren es vor allem Elblandschaften, deren Motive das patriotische Gefühl der Hanseaten ansprechen sollten; danach folgten weitere Landschaftsmotive Hamburgs. Die Ausführung orientierte sich an der modernen Freilichtmalerei nach französischem Vorbild, also zunächst meist dem Impressionismus und verwandten Malstilen. Zu Beginn kamen vor allem Arbeiten auf Papier in die Sammlung, da diese nicht zu teuer und teilweise auch unterrepräsentiert waren. Bald fanden sich jedoch verschiedene Mäzene, die auch den Ankauf von Werken der Ölmalerei unterstützten. Das 1891 erworbene Bildnis des Bürgermeisters Petersen von Max Liebermann war das erste Porträt in der Sammlung. Es löste einen Skandal aus, da der bereits von Alter gezeichnete Dargestellte sich unvorteilhaft dargestellt sah. In der Folge dauerte es zehn Jahre, bis das nächste Porträt in die Sammlung gelangte. Während in den Darstellungen zunächst ein malerischer Realismus vorherrschte, begann spätestens 1896 mit dem Erwerb des Bildes Haide bei Hausbruch, Sonnenschein des jungen Arthur Illies eine Diskussion um „Lichtwarks hypermoderne Kunsteinstellung“. Dabei haderte Lichtwark immer wieder mit modernen Bildauffassungen. Beispielsweise zögerte er viele Jahre, Zorns Bild Hamburger Hafen auszustellen. Als 1907 Auguste Herbin und 1909 Albert Marquet in Hamburg weilten und hier Motive der Stadt malten, weigerte sich Lichtwark, die Maler zu empfangen. Auch zu den in Hamburg tätigen Brücke-Künstlern Ernst Ludwig Kirchner und Karl Schmidt-Rottluff hatte er keinen Kontakt. Lichtwark führte die Sammlung bis 1913 fort. Nach seinem Tod fügte der neue Direktor Gustav Pauli der Sammlung noch zwei weitere Werke hinzu. Neben dem Porträt Bürgermeister Max Predöhl von Leopold von Kalckreuth gelangte so das Bildnis des vormaligen Reichskanzlers Fürst Bernhard von Bülow von Max Liebermann in die Sammlung – beides besonders von Lichtwark geschätzte Künstler.

## Liste der Kunstwerke
| Bild                            | Künstler                    | Titel | Material                        | Format in cm     | Erwerb | Bemerkung |
| ------------------------------- | --------------------------- | --- | ------------------------------- | ---------------- | ------ | --- |
|                                 | Thomas Herbst               | An der Este bei Kranz Blick auf die Este bei Cranz | Gouache auf Papier              | 65 × 112 cm      | 1889   | Geschenk von Theodor Willnik (Inv. Nr. 1832) |
|                                 | Ascan Lutteroth             | Alsterufer bei Winterhude Alstertal | Aquarell auf Papier             | 53 × 36 cm       | 1889   | Erworben aus verschiedenen Beträgen (Inv. Nr. 3088) |
|                                 | Carl Rodeck                 | Elbstrom bei Finkenwerder | Aquarell und Gouache auf Papier | 54 × 77 cm       | 1889   | Geschenk vom Kunstverein (Inv. Nr. 3317) |
|                                 | Carl Rodeck                 | Segelschiffhafen Der Segelschiffhafen in Hamburg | Aquarell und Gouache auf Papier | 53,9 × 76,7 cm   | 1889   | Geschenk vom Kunstverein (Inv. Nr. 3316) |
|                                 | Valentin Ruths              | Beim Grevenhof. Kanal auf Steinwerder Kanal beim Grevenhof in Hamburg | Aquarell auf Papier             | 40 × 58 cm       | 1889   | Geschenk vom Kunstverein (Inv. Nr. 3318) |
|                                 | Valentin Ruths              | Der Zollkanal bei St. Katharinen | Aquarell auf Papier             | 40 × 58 cm       | 1889   | Geschenk vom Kunstverein (Inv. Nr. 3319) |
|                                 | Hans von Bartels            | Der alte Segelschiffhafen | Aquarell auf Papier             | 52 × 76 cm       | 1890   | Geschenk von Mitgliedern der Handelskammer 1945 in Berlin vernichtet |
|                                 | Ludwig Dettmann             | Der Fischmarkt in Altona | Gouache auf Papier              | 60 × 108,5 cm    | 1890   | Geschenk Helene Donner (Inv. Nr. 2211) |
|                                 | Ludwig Dettmann             | Arbeiterwohnungen in Friedrichsruh | Aquarell auf Papier             | unbekannt        | 1890   | Erworben aus verschieden Beträgen, Verbleib unbekannt |
|                                 | Ludwig Dettmann             | Am Deich bei Waltershof | Aquarell auf Papier             | 41 × 73.5 cm     | 1890   | Erworben aus verschiedenen Beiträgen 1923 verkauft, Verbleib unbekannt |
|                                 | Thomas Herbst               | Dorfstraße am Kanal in Altenbruch (Amt Ritzebüttel) Landschaft in Siethwende | Gouache auf Papier              | 98 × 139 cm      | 1890   | Geschenk vom Verein von Kunstfreunden von 1870 (Inv. Nr. 1834) |
|                                 | Thomas Herbst               | Am Steg bei der Rabenstraße Die Alster mit dem Dampfschiffsteg bei der Rabenstraße | Gouache auf Papier              | 60 × 100 cm      | 1890   | Geschenk Alfred Beit (Inv. Nr. 1833) |
|                                 | Hans Herrmann               | Die kleine Alster | Aquarell und Gouache auf Papier | 64,7 × 48,9 cm   | 1890   | Erworben aus verschiedenen Beiträgen (Inv. Nr. 1829) |
|                                 | Hans Herrmann               | Steckelhörnfleet | Aquarell und Gouache auf Papier | 38,6 × 32,1 cm   | 1890   | Erworben aus verschiedenen Beiträgen (Inv. Nr. 3314) |
|                                 | Hans Herrmann               | Fleet beim Hopfensack zur Ebbezeit | Aquarell und Gouache auf Papier | 48 × 31,5 cm     | 1890   | Geschenk Marie Woermann (Inv. Nr. 3315) |
|                                 | Hans Herrmann               | Der Meßberg am Abend | Aquarell und Gouache auf Papier | 65,5 × 47,7 cm   | 1890   | Geschenk Jacob Pini (Inv. Nr. 1830) |
|                                 | Gotthardt Kuehl             | Das Innere von St. Michaelis | Pastell auf Papier              | 95 × 69 cm       | 1890   | Geschenk von der Bürgermeister-Kellinghusen-Stiftung (Inv. Nr. 1802) |
|                                 | Gotthardt Kuehl             | Bei St. Michaelis Straßenansicht bei der St. Michaeliskirche in Hamburg | Pastell auf Papier              | 95 × 69 cm       | 1890   | Geschenk Alfred Beit (Inv. Nr. 1803) |
|                                 | Gotthardt Kuehl             | Inneres von St. Catharinen Innenansicht der St. Katharinenkirche in Hamburg | Pastell auf Papier              | 78,5 × 61,5 cm   | 1890   | Erworben aus verschiedenen Beiträgen (Inv. Nr. 1805) |
|                                 | Gotthardt Kuehl             | Beim Gotteskasten zu St. Jacobi Blick in die St. Jacobikirche in Hamburg | Pastell auf Papier              | 79 × 61,5 cm     | 1890   | Erworben aus verschiedenen Beiträgen (Inv. Nr. 1804) |
|                                 | Gotthardt Kuehl             | Gang beim Teilfeld | Pastell auf Papier              | 42,5 × 28,5 cm   | 1890   | Geschenk Henry Schmid (Inv. Nr. 2100) |
|                                 | Gotthardt Kuehl             | Durchgang von der Kräte nach den Kohlöfen Gang bei der Kräte in Hamburg | Pastell auf Papier              | 44 × 30 cm       | 1890   | Geschenk Ebba Tesdorp (Inv. Nr. 2099) |
|                                 | Max Liebermann              | Die Kirchenallee in St. Georg | Pastell auf Papier              | 48 × 72,5 cm     | 1890   | Geschenk Jacob Nordheim (Inv. Nr. 1587) |
| keine Abbildung bekannt         | Ascan Lutteroth             | Blick elbaufwärts vom Tafelberg | Aquarell auf Papier             | 34,5 × 53,5 cm   | 1890   | 1927 nicht mehr in der Sammlung, Verbleib unbekannt |
|                                 | Ascan Lutteroth             | Am langen Zug | Aquarell auf Papier             | 41 × 70 cm       | 1890   | Erworben aus verschiedenen Beiträgen (Inv. Nr. 3033) |
|                                 | Ascan Lutteroth             | Alstertal | Aquarell auf Papier             | 52 × 36 cm       | 1890   | Erworben aus verschiedenen Beiträgen (Inv. Nr. 3088) |
|                                 | Gustav Marx                 | Hafen von Teufelsbrück | Pastell auf Papier              | 53,5 × 77,5 cm   | 1890   | Erworben aus verschiedenen Beiträgen, 1919 verkauft, Verbleib unbekannt |
|                                 | Valentin Ruths              | Die alte Aumühle | Aquarell auf Papier             | 31,5 × 51 cm     | 1890   | Verbleib nach 1945 unbekannt |
|                                 | Valentin Ruths              | Das Katharinenfleet vor dem Zollanschluss Der Hamburger Hafen zwischen Wandrahm und Dovenfleet | Aquarell auf Papier             | 44,5 × 72,5 cm   | 1890   | Erworben aus verschiedenen Beiträgen, Verbleib unbekannt |
|                                 | Valentin Ruths              | Der alte Jacobifriedhof in St. Georg | Aquarell auf Papier             | 41 × 64 cm       | 1890   | Erworben aus verschiedenen Beiträgen (Inv. Nr. 1934) |
|                                 | Valentin Ruths              | An der Bille | Aquarell auf Papier             | 34,5 × 41 cm     | 1890   | Erworben aus verschiedenen Beiträgen (Inv. Nr. 3473) |
|                                 | Hans von Bartels            | Alter Wandrahm Der alte Wandrahm in Hamburg | Gouache auf Papier              | 43 × 61 cm       | 1891   | Geschenk Familie Merck (Inv. Nr. 1935) |
|                                 | Max Liebermann              | Bürgermeister Carl Friedrich Petersen | Öl auf Leinwand                 | 206 × 119 cm     | 1891   | Geschenk von Freunden und Verehrern des Dargestellten (Inv. Nr. 1696) |
|                                 | Ascan Lutteroth             | Fontenay | Aquarell auf Papier             | 47 × 71 cm       | 1891   | Geschenk Moritz Warburg (Inv. Nr. 3272) |
|                                 | Gustav Marx                 | Aussicht vom Süllberg, stromabwärts | Pastell auf Papier              | 64 × 94 cm       | 1891   | Geschenk Marie Oppenheim, 1943 in Berlin verbrannt |
|                                 | Momme Nissen                | Diele in einem Vierländer Bauernhaus | Gouache auf Papier              | 68 × 92 cm       | 1891   | Geschenk Betty Rée (Inv. Nr. 2072) |
|                                 | Franz Skarbina              | Bäckergang | Aquarell auf Papier             | 58 × 36 cm       | 1891   | Erworben mit Mitteln aus dem Vermächtnis August Philippi (Inv. Nr. 1694) |
|                                 | Franz Skarbina              | Hof beim Schaarmarkt | Aquarell auf Papier             | 60 × 46 cm       | 1891   | Erworben mit Mitteln aus dem Vermächtnis August Philippi, 1930 verkauft, Verbleib unbekannt                                                                                                  |
|                                 | Franz Skarbina              | Matthiasstraße | Aquarell auf Papier             | 58 × 38 cm       | 1891   | Erworben mit Mitteln aus dem Vermächtnis August Philippi (Inv. Nr. 1693) |
|                                 | Gotthardt Kuehl             | Essigfabrik bei den Mühren Die Diele der Essigfabrik bei den Mühren in Hamburg | Öl auf Holz                     | 82,3 × 61,3 cm   | 1892   | Erworben aus Mitteln der Carl-Heine-Stiftung (Inv. Nr. 1801) |
|                                 | Hermann Linde               | Diele in Lübeck | Öl auf Leinwand                 | 66,5 × 91 cm     | 1892   | Geschenk von einem Kunstfreund, 1945 vernichtet |
|                                 | Fritz Thaulow               | Bank im Schnee, aus dem Elbpark | Pastell auf Papier              | 40 × 59 cm       | 1892   | Geschenk Alfred Beit, 1926 verkauft, Verbleib unbekannt |
|                                 | Fritz Thaulow               | Treibeis im Zollkanal (bei der Wandrahmsbrücke) | Pastell auf Papier              | 80 × 64 cm       | 1892   | Geschenk Alfred Beit, 1933 verkauft, Verbleib unbekannt |
|                                 | Carl Albrecht               | Allee an der neuen Rabenstraße Blick in die neue Rabenstraße in Hamburg | Pastell auf Papier              | 48 × 72 cm       | 1893   | Geschenk von einer Kunstfreundin (Inv. Nr. 1763) |
|                                 | Thomas Herbst               | Straße in Altenbruch | Pastell auf Papier              | 76 × 48 cm       | 1893   | Geschenk von einer Kunstfreundin (Inv. Nr. 2038) |
|                                 | Franz Skarbina              | Der Hafen in Hamburg von Wiezel’s Hotel aus gesehen | Pastell auf Papier              | 106 × 142 cm     | 1893   | Geschenk vom Kunstverein, im Zweiten Weltkrieg in London als Feindvermögen verkauft, Verbleib unbekannt                                                                                      |
|                                 | Hugo Vogel                  | Bürgermeister Dr. Johannes Versmann | Öl auf Leinwand                 | 214 × 110 cm     | 1893   | Geschenk vom Kunstverein in dessen Auftrag das Bild entstand (Inv. Nr. 1822) |
|                                 | Leopold von Kalckreuth      | Dückdalben im Hamburger Hafen | Öl auf Leinwand                 | 140 × 200 cm     | 1894   | Geschenk vom Kunstverein in Hamburg (aus Mitteln der Warburg-Stiftung) (Inv. Nr. 1818) |
|                                 | Ascan Lutteroth             | Alster bei Winterhude Bootsbauerei an der Alster | Aquarell auf Papier             | 45 × 65 cm       | 1894   | Geschenk Robert Eduard Loesner (Inv. Nr. 3124) |
|                                 | Hans Olde                   | Diele des Herrenhauses von Waltershof | Pastell auf Papier              | 75 × 100 cm      | 1894   | Geschenk vom Kunstverein in Hamburg (Inv. Nr. 1806) |
|                                 | Laurits Tuxen               | Generalkonsul Henrik Pontoppidan | Öl auf Leinwand                 | 92 × 77 cm       | 1894   | Geschenk von den Dänen Hamburgs zum 80. Geburtstag des Dargestellten (Inv. Nr. 1795) |
|                                 | Helene Cramer               | Blumenstück Rosen und Levkojen | Öl auf Leinwand                 | 55 × 78 cm       | 1896   | Erworben aus verschiedenen Beiträgen (Inv. Nr. 1781) |
|                                 | Molly Cramer                | Stillleben Stillleben mit Blumen in blauer Vase | Öl auf Leinwand                 | 70 × 110 cm      | 1896   | Erworben aus verschiedenen Beiträgen (Inv. Nr. 1783) |
|                                 | Arthur Illies               | Haide bei Hausbruch, Sonnenschein Heidelandschaft bei Harburg | Öl auf Leinwand                 | 75 × 90 cm       | 1896   | Geschenk Senator Gerhard Hachmann aus dem Vermächtnis J. H. von Fintel und Frau, geb. Cordes (Inv. Nr. 1778)                                                                                 |
|                                 | Walter Leistikow            | Buchenwald bei Friedrichsruh | Öl auf Leinwand                 | 80 × 94 cm       | 1896   | Geschenk vom Kunstverein in Hamburg, 1932 verkauft, Verbleib unbekannt |
|                                 | Alfred Mohrbutter           | In der Kirche zu Allermöhe | Öl auf Leinwand                 | 110 × 154 cm     | 1896   | Geschenk Senator Gerhard Hachmann aus dem Vermächtnis J. H. von Fintel und Frau, geb. Cordes (Inv. Nr. 1793)                                                                                 |
|                                 | Valentin Ruths              | Das ehemalige Blockhaus in Hamburg | Öl auf Pappe                    | 25,3 × 34,4 cm   | 1896   | Geschenk vom Grundeigentümerverein (Inv. Nr. 2026) |
|                                 | Valentin Ruths              | Das ehemalige Baumhaus in Hamburg | Öl auf Leinwand                 | 49,4 × 75 cm     | 1896   | Geschenk vom Grundeigentümerverein (Inv. Nr. 1799) |
|                                 | Valentin Ruths              | Abenddämmerung | Öl auf Leinwand                 | 42 × 71,5 cm     | 1896   | Erworben mit Mitteln aus dem Vermächtnis W. Zeschmar (Inv. Nr. 3034) |
|                                 | Valentin Ruths              | Haidelandschaft Heidelandschaft im sturm | Öl auf Leinwand                 | 66 × 100 cm      | 1896   | Erworben mit Mitteln aus dem Vermächtnis W. Zeschmar (Inv. Nr. 3274) |
|                                 | Julius von Ehren            | Interieur Innenansicht eines Finkenwerder Fischerhauses | Öl auf Leinwand                 | 105 × 90 cm      | 1897   | Erworben aus Mitteln der Carl-Heine-Stiftung (Inv. Nr. 1773) |
| Link zum Bild                   | Ernst Eitner                | Alstertal Das Alstertal bei Wellingbüttel | Öl auf Leinwand                 | 115 × 95 cm      | 1897   | Erworben aus Mitteln der Carl-Heine-Stiftung (Inv. Nr. 1740) |
|                                 | Arthur Illies               | Haide bei Hausbruch, Regentag Heidetal bei Harburg | Öl auf Leinwand                 | 75 × 90 cm       | 1897   | Geschenk Senator Gerhard Hachmann aus dem Vermächtnis J. H. von Fintel und Frau, geb. Cordes (Inv. Nr. 1779)                                                                                 |
|                                 | Paul Kayser                 | Der Falkenberg im Schnee | Öl auf Leinwand                 | 46 × 74 cm       | 1897   | Geschenk Eduard Behrens (Inv. Nr. 1728) |
|                                 | Paul Kayser                 | Im Krämerladen | Öl auf Leinwand                 | 55 × 62 cm       | 1897   | Erworben aus Mitteln der Carl-Heine-Stiftung (Inv. Nr. 1726) |
|                                 | Hans Olde                   | Elise Averdieck | Öl auf Leinwand                 | 145 × 145,5 cm   | 1897   | Gestiftet von Freunden von Elise Averdieck zu ihrem 90. Geburtstag (Inv. Nr. 1807) |
| Bild urheberrechtlich geschützt | Friedrich Schaper           | Diele in Finkenwerder | Öl auf Leinwand                 | 55,7 × 49 cm     | 1897   | Erworben aus Mitteln der Carl-Heine-Stiftung (Inv. Nr. 1733) |
|                                 | Arthur Siebelist            | Bei der Schularbeit Mädchen bei der Schularbeit | Öl auf Leinwand                 | 54,3 × 61,3 cm   | 1897   | Geschenk Eduard Behrens und Theodor Behrens 1980 beim Brand des Altonaer Museums vernichtet                                                                                                  |
|                                 | Julius von Ehren            | Enten | Öl auf Leinwand                 | 52 × 77 cm       | 1898   | Geschenk Eduard Behrens (Inv. Nr. 1774) |
| keine Abbildung bekannt         | Ascan Lutteroth             | Bauerndiele in Neuengamme | Aquarell auf Papier             | 34 × 49 cm       | 1898   | Geschenk des Künstlers 1945 während des Krieges vernichtet |
|                                 | Ascan Lutteroth             | Bauerngarten in Neuengamme | Gouache auf Papier              | 44 × 63,5 cm     | 1898   | Erworben aus Mitteln der Kunsthalle (Inv. Nr. 3167) |
| keine Abbildung bekannt         | Ascan Lutteroth             | Pastorendiele in Neuengamme | Aquarell auf Papier             | 31 × 47,5 cm     | 1898   | Erworben aus Mitteln der Kunsthalle 1945 während des Krieges vernichtet |
|                                 | Ferdinand Brütt             | Senator Ferdinand Möhring | Öl auf Leinwand                 | 143 × 117 cm     | 1899   | Geschenk von einem Kunstfreund (Inv. Nr. 1831) |
|                                 | Julius von Ehren            | Auf dem Schulwege Mädchen auf dem Schulweg | Öl auf Leinwand                 | 100 × 129,5 cm   | 1899   | Geschenk von einem Kunstfreund (Inv. Nr. 1772) |
|                                 | Julius von Ehren            | Zimmer | Öl auf Leinwand                 | 69 × 85 cm       | 1899   | Geschenk von einem Kunstfreund (Inv. Nr. 1771) |
| Bild urheberrechtlich geschützt | Ernst Eitner                | Herbst in Billwärder Herbstlandschaft in Billwerder | Öl auf Leinwand                 | 70 × 100 cm      | 1899   | Geschenk Albert Wolffson (Inv. Nr. 1744) |
|                                 | Arthur Illies               | Landschaft mit Regenbogen | Öl auf Leinwand                 | 80 × 80 cm       | 1899   | Geschenk von einem Kunstfreund (Inv. Nr. 1780) |
|                                 | Paul Kayser                 | Mondnacht | Öl auf Leinwand                 | 75 × 65 cm       | 1899   | Erworben aus Mitteln der Kunsthalle (Inv. Nr. 2075) |
|                                 | Hans Olde                   | Claus Groth | Öl auf Leinwand                 | 179 × 90 cm      | 1899   | Erworben aus Mitteln der Kunsthalle (Inv. Nr. 1808) |
| keine Abbildung bekannt         | Friedrich Schaper           | Kinder in der Laube | Öl auf Leinwand                 | 96 × 100 cm      | 1899   | 1927 nicht mehr in der Kunsthalle, Verbleib unbekannt |
|                                 | Hubert von Herkomer         | Valentin Ruths | Öl auf Leinwand                 | 142 × 111 cm     | 1900   | Geschenk vom Kunstverein in Hamburg und vom Verein von Kunstfreunden von 1870 (Inv. Nr. 1887)                                                                                                |
|                                 | Paul Kayser                 | Hausandacht Bauernstube am Sonntag | Öl auf Leinwand                 | 55 × 62 cm       | 1900   | Geschenk Alfred Beit (Inv. Nr. 1727) |
|                                 | Paul Kayser                 | Das Alstertal (Entwurf zum Wandgemälde im Hörsaal des Paulsenstifts) | Öl auf Leinwand                 | 150 × 72 cm      | 1900   | Geschenk der Commission für die Verwaltung des Paulsenstifts (Inv. Nr. 2071) |
| Bild urheberrechtlich geschützt | Ernst Eitner                | Frühling Frühling. Der Künstler und seine Familie | Öl auf Leinwand                 | 198,5 × 150 cm   | 1901   | Erworben mit Mitteln aus dem Vermächtnis Marcus Nordheim (Inv. Nr. 1739) |
|                                 | Leopold von Kalckreuth      | Director Professor Dr. Justus Brinckmann | Öl auf Leinwand                 | 105 × 110 cm     | 1901   | Vermächtnis John R. Warburg (Inv. Nr. 1662) |
|                                 | Leopold von Kalckreuth      | Dr. Friedrich Chrysander | Öl auf Leinwand                 | 102 × 119,5 cm   | 1901   | Vermächtnis John R. Warburg (Inv. Nr. 1661) |
|                                 | Leopold von Kalckreuth      | Sonntagsstimmung, Landungsbrücken Sonntagsstimmung auf der Elbe, St. Pauli Landungsbrücken | Öl auf Leinwand                 | 80 × 115 cm      | 1901   | Geschenk Frau Generalkonsul E. Bohlen (Luise Friederike Lulu Bohlen), geb. Woermann zur Erinnerung an Generalkonsul Johann Friedrich Eduard Bohlen (Inv. Nr. 1654)                           |
|                                 | Leopold von Kalckreuth      | Elbe beim Grasbrock Hamburger Hafen beim Grasbrock | Öl auf Leinwand                 | 90 × 115 cm      | 1901   | Geschenk Frau Generalkonsul E. Bohlen (Luise Friederike Lulu Bohlen), geb. Woermann zur Erinnerung an Generalkonsul Johann Friedrich Eduard Bohlen (Inv. Nr. 1655)                           |
|                                 | Leopold von Kalckreuth      | Heimkehr Werftarbeiter Heinkehrende Werftarbeiter auf der Elbe | Öl auf Leinwand                 | 70 × 100 cm      | 1901   | Erworben aus Staatsmitteln (Inv. Nr. 1815) |
|                                 | Anders Zorn                 | Hamburger Hafen Hafenbild | Aquarell auf Papier             | 46,5 × 67 cm     | 1901   | Erworben aus Staatsmitteln 1923 an das Nationalmuseum in Stockholm verkauft |
|                                 | Carlos Grethe               | Hafenbild Landungsbrücke St. Pauli | Öl auf Leinwand                 | 84 × 116 cm      | 1903   | 1937 als Geschenk an ReichsministerWilhelm Frick, Verbleib unbekannt |
|                                 | Max Liebermann              | Terrasse bei Jacob, Blick stromauf Terrasse im Restaurant Jacob in Nienstedten an der Elbe | Öl auf Leinwand                 | 70 × 100 cm      | 1903   | Erworben mit Mitteln aus dem Vermächtnis Christian Heinrich Lüders (Inv. Nr. 1597) |
|                                 | Max Liebermann              | Der Poloplatz in Jenischs Park Die Polo-Wiese in Jensichs Park | Pastell auf Pappe               | 25 × 49 cm       | 1903   | Erworben mit Mitteln aus dem Vermächtnis Christian Heinrich Lüders (Inv. Nr. 1606) |
|                                 | Max Liebermann              | Das Polospiel in Jenischs Park | Öl auf Leinwand                 | 70 × 102 cm      | 1903   | Erworben mit Mitteln aus dem Vermächtnis Christian Heinrich Lüders 1940 in Zahlung gegeben beim Kauf der Landschaft mit Regenbogen von Hans Thoma in der Galerie Gurlitt, heute Privatbesitz |
|                                 | Max Liebermann              | Altes Landhaus bei Teufelsbrück Altes Haus in Hamburg | Öl auf Leinwand                 | 71 × 65,5 cm     | 1903   | Erworben mit Mitteln aus dem Vermächtnis Christian Heinrich Lüders 1936 verkauft, heute Privatbesitz                                                                                         |
|                                 | Max Liebermann              | Terrasse bei Jacob, Blick nach Westen Terrasse bei Jacob in Nienstedten | Pastell auf Papier              | 30,6 × 49 cm     | 1903   | Erworben mit Mitteln aus dem Vermächtnis Christian Heinrich Lüders (Inv. Nr. 1604) |
|                                 | Max Liebermann              | Das Zimmer des Künstlers bei Jacob (Regentag) Des Künstlers Zimmer bei Jacob in Nienstedten an der Elbe                                                                                           | Pastell auf Pappe               | 31 × 42 cm       | 1903   | Erworben mit Mitteln aus dem Vermächtnis Christian Heinrich Lüders (Inv. Nr. 1601) |
|                                 | Max Liebermann              | Blick auf die Elbe (durchsonnter Regen) Regenstimmung auf der Elbe | Pastell auf Papier              | 29,6 × 40 cm     | 1903   | Erworben mit Mitteln aus dem Vermächtnis Christian Heinrich Lüders (Inv. Nr. 1603) |
|                                 | Max Liebermann              | Blick auf die Elbe (Regenstimmung) Regenstimmung auf der Elbe | Pastell auf Papier              | 38 × 48 cm       | 1903   | Erworben mit Mitteln aus dem Vermächtnis Christian Heinrich Lüders (Inv. Nr. 1607) |
|                                 | Max Liebermann              | Blick auf Finkenwerder (Nach dem Regen) Regenstimmung auf der Elbe | Pastell auf Papier              | 38,5 × 48 cm     | 1903   | Erworben mit Mitteln aus dem Vermächtnis Christian Heinrich Lüders (Inv. Nr. 1605) |
|                                 | Max Liebermann              | „Altes Landhaus“, Ende des 18. Jahrhunderts Das Godeffroy’sche Landhaus im Hirschpark in Nienstedten                                                                                              | Pastell auf Pappe               | 31 × 42 cm       | 1903   | Erworben mit Mitteln aus dem Vermächtnis Christian Heinrich Lüders (Inv. Nr. 1602) |
|                                 | Arthur Siebelist            | Meine Schüler und ich (in Hittfeld) Der Künstler und seine Freunde | Öl auf Leinwand                 | 184 × 205 cm     | 1903   | Erworben mit Mitteln aus dem Vermächtnis Marcus Nordheim (Inv. Nr. 1764) |
|                                 | Heinrich von Zügel          | Blühende Heide (Weidende Heidschnucken) Heidelandschaft | Öl auf Leinwand                 | 140,8 × 203,5 cm | 1903   | Geschenk der Familie Westphal zum Andenken an Carl Wilhelm Ludwig Westphal (Inv. Nr. 1825)                                                                                                   |
| keine Abbildung bekannt         | Ludwig von Hofmann          | Helle Sommernacht | Pastell                         | 34 × 49 cm       | 1904   | Erworben mit Mitteln aus dem Vermächtnis des Herrn Stukenbrock, Verbleib unbekannt |
|                                 | Ludwig von Hofmann          | Die Landungsbrücke von Teufelsbrück | Pastell                         | 31 × 46,5 cm     | 1904   | Erworben mit Mitteln aus dem Vermächtnis des Herrn Stukenbrock (Inv. Nr. 1666) |
|                                 | Ludwig von Hofmann          | Morgenstimmung auf der Elbe | Pastell                         | 34 × 45,9 cm     | 1904   | Erworben aus dem Vermächtnis des Herrn Stukenbrock (Inv. Nr. 1668) |
|                                 | Ludwig von Hofmann          | Weidenstämme im Überschwemmungsgebiet Weidenstämme im Überschwemmungsgebiet vor Nienstedten an der Elbe                                                                                           | Pastell                         | 24,5 × 37,5 cm   | 1904   | Erworben mit Mitteln aus dem Vermächtnis des Herrn Stukenbrock (Inv. Nr. 2155) |
| keine Abbildung bekannt         | Ludwig von Hofmann          | Elbstrand | Pastell                         | 31 × 45,5 cm     | 1904   | Erworben mit Mitteln aus dem Vermächtnis des Herrn Stukenbrock, vernichtet im Juni 1943 |
|                                 | Ludwig von Hofmann          | Landsitz an der Elbe Haus Wesselhöft an der Elbchaussee | Pastell                         | 35,5 × 50 cm     | 1904   | Erworben mit Mitteln aus dem Vermächtnis des Herrn Stukenbrock (Inv. Nr. 1667) |
|                                 | Leopold von Kalckreuth      | Der Präsident des Hanseatischen Oberlandesgerichts Herr Dr. Sieveking und die vier Senatspräsidenten am Oberlandesgericht, die Herren Bartels, Hansen, Lehmann und Martin Die Gerichtspräsidenten | Öl auf Leinwand                 | 207 × 335 cm     | 1904   | Geschenk vom Verein von Kunstfreunden von 1870 (Inv. Nr. 3499) |
|                                 | Leopold von Kalckreuth      | Der Senior Herr D. Behrmann | Öl auf Leinwand                 | 210 × 163 cm     | 1904   | Geschenk von Freunden des Dargestellten bei Gelegenheit des Amtsjubiläums (Inv. Nr. 1816) |
|                                 | Leopold von Kalckreuth      | Marie Zacharias, sonniger Abend Marie Zacharias auf der Veranda | Öl auf Leinwand                 | 69 × 84,4 cm     | 1904   | Geschenk von einer Kunstfreundin (Inv. Nr. 1659) |
|                                 | Leopold von Kalckreuth      | Marie Zacharias, regnerisches Wetter | Öl auf Leinwand                 | 119 × 95 cm      | 1904   | Geschenk von einer Kunstfreundin (Inv. Nr. 1657) |
|                                 | Leopold von Kalckreuth      | Marie Zacharias, sonniger Tag | Öl auf Leinwand                 | 118 × 96,5 cm    | 1904   | Erworben mit Mitteln aus dem Vermächtnis Christian Heinrich Lüders (Inv. Nr. 1658) |
|                                 | Walter Geffcken             | Bildnis der Frau C. Laeisz | Öl auf Leinwand                 | 134,5 × 105,5 cm | 1905   | Geschenk von Alfred Beit (Inv. Nr. 1828) |
|                                 | Theodor Hagen               | Fleetbild Das Steckelhörnfleet in Hamburg | Öl auf Leinwand                 | 140 × 107 cm     | 1905   | Erworben mit Mitteln aus dem Vermächtnis Marcus Nordheim (Inv. Nr. 1691) |
|                                 | Max Liebermann              | Alfred Freiherr von Berger | Öl auf Leinwand                 | 112 × 86,4 cm    | 1905   | Geschenk von Alfred Beit (Inv. Nr. 1591) |
|                                 | Max Liebermann              | D. Strebel Prof. Hermann Strebel | Öl auf Leinwand                 | 112 × 86 cm      | 1905   | Geschenk von Alfred Beit (Inv. Nr. 1593) |
|                                 | Paul Müller-Kaempff         | Waldlandschaft Herbstanfang Farren | Öl auf Leinwand                 | 148 × 119 cm     | 1905   | Erworben mit Mitteln aus dem Vermächtnis Christian Heinrich Lüders (Inv. Nr. 2189) |
|                                 | Max Slevogt                 | Senator William Henry O’Swald | Öl auf Leinwand                 | 230 × 150 cm     | 1905   | Geschenk von Alfred Beit (Inv. Nr. 1699) |
|                                 | Wilhelm Trübner             | Bürgermeister Dr. Johann Georg Mönckeberg | Öl auf Leinwand                 | 186 × 130 cm     | 1905   | Geschenk von Alfred Beit (Inv. Nr. 1824) |
|                                 | Lauritz Tuxen               | Blick auf die Binnenalster | Öl auf Leinwand                 | 48,5 × 58,5 cm   | 1905   | Geschenk von einem Kunstfreund (Inv. Nr. 1578) |
|                                 | Lauritz Tuxen               | Binnenalster Binnenalster und Neuer Jungfernsteg | Öl auf Leinwand                 | 48,5 × 58,5 cm   | 1905   | Geschenk von einem Kunstfreund (Inv. Nr. 1579) |
|                                 | Leopold von Kalckreuth      | Kreuzende Ewer vor Finkenwerder Blick auf die Elbe von Jacob in Nienstedten | Öl auf Leinwand                 | 82,5 × 97,5 cm   | 1906   | Geschenk von Bürgermeister Dr. Burchard und Senator Dr. Predöhl, 1927 verkauft an die Senatskanzler, Verbleib unbekannt                                                                      |
|                                 | Leopold von Kalckreuth      | Selbstbildnis | Öl auf Leinwand                 | 217 × 133 cm     | 1906   | Geschenk von Alfred Beit (Inv. Nr. 1660) |
|                                 | Max Liebermann              | Professor Brinkmann, 1. Studie | Öl auf Leinwand                 | 88 × 68 cm       | 1906   | Erworben mit Mitteln aus dem Vermächtnis Christian Heinrich Lüders (Inv. Nr. 2130) |
|                                 | Max Liebermann              | Professor Brinkmann, 2. Studie | Öl auf Leinwand                 | 100 × 80 cm      | 1905   | Erworben mit Mitteln aus dem Vermächtnis Christian Heinrich Lüders (Inv. Nr. 2131) |
|                                 | Max Liebermann              | Professor Brinkmann, 3. und 4. Studie | Öl auf Leinwand                 | 112,5 × 92,5 cm  | 1906   | Erworben mit Mitteln aus dem Vermächtnis Christian Heinrich Lüders (Inv. Nr. 2132) |
|                                 | Max Liebermann              | Professor Dennstedt, 1. Studie | Öl auf Leinwand                 | 115 × 80 cm      | 1906   | Erworben mit Mitteln aus dem Vermächtnis Christian Heinrich Lüders (Inv. Nr. 2141) |
|                                 | Max Liebermann              | Drei Kopfstudien (Kraeplin, Thilenius, Schorr) | Öl auf Leinwand                 | 76,5 × 94 cm     | 1906   | Erworben mit Mitteln aus dem Vermächtnis Christian Heinrich Lüders (Inv. Nr. 2142) |
|                                 | Max Liebermann              | Professor Münzel | Öl auf Leinwand                 | 94 × 76 cm       | 1906   | Erworben mit Mitteln aus dem Vermächtnis Christian Heinrich Lüders (Inv. Nr. 2133) |
|                                 | Max Liebermann              | Professor Voller, 1. Studie | Öl auf Leinwand                 | 81 × 60 cm       | 1906   | Erworben mit Mitteln aus dem Vermächtnis Christian Heinrich Lüders (Inv. Nr. 2134) |
|                                 | Max Liebermann              | Professor Voller, 2. Studie | Öl auf Leinwand                 | 50 × 40 cm       | 1906   | Erworben mit Mitteln aus dem Vermächtnis Christian Heinrich Lüders (Inv. Nr. 2135) |
|                                 | Max Liebermann              | Professor Voller, 3. Studie | Öl auf Leinwand                 | 56,5 × 46,5 cm   | 1906   | Erworben mit Mitteln aus dem Vermächtnis Christian Heinrich Lüders (Inv. Nr. 2136) |
|                                 | Max Liebermann              | Professor Wohlwill | Öl auf Leinwand                 | 74 × 50,5 cm     | 1906   | Erworben mit Mitteln aus dem Vermächtnis Christian Heinrich Lüders (Inv. Nr. 2140) |
|                                 | Max Liebermann              | Professor Zacharias, 1. Studie | Öl auf Leinwand                 | 50 × 40 cm       | 1906   | Erworben mit Mitteln aus dem Vermächtnis Christian Heinrich Lüders (Inv. Nr. 2137) |
|                                 | Max Liebermann              | Professor Zacharias, 2. Studie | Öl auf Leinwand                 | 57,3 × 50 cm     | 1906   | Erworben mit Mitteln aus dem Vermächtnis Christian Heinrich Lüders (Inv. Nr. 2138) |
|                                 | Max Liebermann              | Professor Zacharias, 3. Studie | Öl auf Leinwand                 | 74 × 51,5 cm     | 1906   | Erworben mit Mitteln aus dem Vermächtnis Christian Heinrich Lüders (Inv. Nr. 2139) |
|                                 | Max Liebermann              | Der Hamburgische Professorenkonvent | Öl auf Leinwand                 | 175 × 290 cm     | 1906   | Geschenk von Alfred Beit (Inv. Nr. 1697) |
|                                 | Fritz von Uhde              | Herr und Frau Senator Dr. Gustav Hertz | Öl auf Leinwand                 | 110 × 130 cm     | 1906   | Geschenk von Alfred Beit (Inv. Nr. 1823) |
| Bild urheberrechtlich geschützt | Friedrich Schaper           | Die Eltern des Künstlers | Öl auf Leinwand                 | 110 × 134 cm     | 1907   | Geschenk von Kunstfreunden (Inv. Nr. 1734) |
| keine Abbildung bekannt         | Richard Strebel             | Zwei Rauhbärte Vorstehhunde auf Witterung | Öl auf Leinwand                 | 52 × 78,5 cm     | 1907   | Erworben mit Mitteln aus dem Vermächtnis J. C. H. Müller, 1963 verkauft, Verbleib unbekannt                                                                                                  |
| Bild urheberrechtlich geschützt | Friedrich Ahlers-Hestermann | Professor G. Adolf Metz | Öl auf Leinwand                 | 75,5 × 60 cm     | 1908   | Geschenk von Kunstfreunden (Inv. Nr. 1703) |
| Bild urheberrechtlich geschützt | Ernst Eitner                | Gustav Falke Der Dichter Gustav Falke | Öl auf Leinwand                 | 90 × 67 cm       | 1908   | Geschenk von Kunstfreunden (Inv. Nr. 1738) |
|                                 | Leopold von Kalckreuth      | Präsident Sieveking Oberlandespräsident Ernst Friedrich Sieveking | Öl auf Leinwand                 | 97 × 90 cm       | 1908   | Geschenk von Kunstfreunden (Inv. Nr. 1664) |
|                                 | Karl Oderich                | Der Mühlenbach, Rohlfshagener Aumühle Ein Mühlenbach | Öl auf Leinwand                 | 87 × 132,7 cm    | 1908   | Erworben aus Staatsmitteln (Inv. Nr. 3357) |
| keine Abbildung bekannt         | Carl Rotte                  | Sommermorgen bei Meckelfeld | Öl auf Holz                     | 22 × 32,5 cm     | 1908   | Erworben aus Staatsmitteln, 1945 am Auslagerungsort verloren, Verbleib unbekannt |
| keine Abbildung bekannt         | Carl Schildt                | Vorfrühling | Öl auf Leinwand                 | 39 × 61 cm       | 1908   | Erworben aus Staatsmitteln, Verbleib unbekannt |
|                                 | Carl Schildt                | Frühling | Öl auf Leinwand                 | 47 × 67 cm       | 1908   | Erworben aus Staatsmitteln (Inv. Nr. 3047) |
| Bild urheberrechtlich geschützt | Wilhelm Wulff               | Durch zwei Fenster in den Garten Gartenhaus auf dem Land | Öl auf Leinwand                 | 99,5 × 115 cm    | 1908   | Geschenk von Kunstfreunden (Inv. Nr. 1797) |
| keine Abbildung bekannt         | Julius von Ehren            | Was im Schilf wächst | Öl auf Holz                     | 81 × 69 cm       | 1909   | Geschenk von einem Kunstfreund, Verbleib unbekannt |
| keine Abbildung bekannt         | Ernst Eitner                | Krokus | Öl auf Leinwand                 | 45 × 50 cm       | 1909   | Geschenk von einer Kunstfreundin, 1943 in der hamburgischen Vertretung in Berlin vernichtet                                                                                                  |
|                                 | Fritz Friedrichs            | Die Mutter des Künstlers | Öl auf Leinwand                 | 50 × 50 cm       | 1909   | Geschenk von einer Kunstfreundin (Inv. Nr. 2651) |
| keine Abbildung bekannt         | Wilhelm Wulff               | Blaue und weiße Hainliebe, Blumenstück | Öl auf Leinwand                 | 66 × 60,5 cm     | 1909   | Geschenk von einer Kunstfreundin, vermutlich Kriegsverlust |
| Bild urheberrechtlich geschützt | Wilhelm Wulff               | Detlev von Liliencron, Studie | Öl auf Leinwand                 | 56,7 × 52,5 cm   | 1909   | Geschenk von einem Kunstfreund (Inv. Nr. 2122) |
|                                 | Max Liebermann              | Der Dichter Richard Dehmel | Öl auf Leinwand                 | 115 × 92 cm      | 1910   | Erworben mit Mitteln aus dem Vermächtnis Christian Heinrich Lüders (Inv. Nr. 1592) |
|                                 | Max Liebermann              | Drei Boote Studie zum Abend am Uhlenhorster Fährhaus | Pastell auf Leinwand            | 29 × 44,7 cm     | 1910   | Geschenk Martin Bromberg und Frau, geb. Kahn (Inv. Nr. 1615) |
|                                 | Max Liebermann              | Ruderer Studie zum Abend am Uhlenhorster Fährhaus | Pastell auf Leinwand            | 28,8 × 44,8 cm   | 1910   | Geschenk Martin Bromberg und Frau, geb. Kahn (Inv. Nr. 1616) |
|                                 | Max Liebermann              | Zwei Damen am Wasser Studie zum Abend am Uhlenhorster Fährhaus | Pastell auf Leinwand            | 29 × 44,8 cm     | 1910   | Geschenk Martin Bromberg und Frau, geb. Kahn (Inv. Nr. 1617) |
|                                 | Max Liebermann              | Zwei Damen im Boot Studie zum Abend am Uhlenhorster Fährhaus | Pastell auf Leinwand            | 27 × 42,3 cm     | 1910   | Geschenk Martin Bromberg und Frau, geb. Kahn (Inv. Nr. 1618) |
|                                 | Max Liebermann              | Zwei Booten mit Flaggen Studie zum Abend am Uhlenhorster Fährhaus | Pastell auf Leinwand            | 29,1 × 44,7 cm   | 1910   | Geschenk Martin Bromberg und Frau, geb. Kahn (Inv. Nr. 1619) |
|                                 | Max Liebermann              | Damen am Ufer Studie zum Abend am Uhlenhorster Fährhaus | Pastell auf Leinwand            | 27,5 × 42,3 cm   | 1910   | Geschenk Martin Bromberg und Frau, geb. Kahn (Inv. Nr. 1620) |
|                                 | Max Liebermann              | Boote mit vier Personen Studie zum Abend am Uhlenhorster Fährhaus | Pastell auf Leinwand            | 25 × 39,5 cm     | 1910   | Geschenk Martin Bromberg und Frau, geb. Kahn (Inv. Nr. 1621) |
|                                 | Max Liebermann              | Abend am Uhlenhorster Fährhaus | Öl auf Leinwand                 | 87,5 × 112,4 cm  | 1910   | Geschenk Martin Bromberg und Frau, geb. Kahn (Inv. Nr. 1614) |
|                                 | Carl Rotte                  | Alte Diele | Öl auf Leinwand                 | 82,5 × 69,5 cm   | 1910   | (Inv. Nr. 1748) |
|                                 | Eduard Steinbach            | Stube in Finkenwerder | Öl auf Leinwand                 | 52 × 66 cm       | 1910   | Erworben mit Mitteln aus dem Vermächtnis Pius Warburg (Inv. Nr. 1754) |
|                                 | Lovis Corinth               | Kopfstudie zum Bildnis Professor Edouard Meyer im Arbeitszimmer | Öl auf Leinwand                 | 62,6 × 44,8 cm   | 1911   | Erworben mit Mitteln aus dem Vermächtnis Christian Heinrich Lüders (Inv. Nr. 1643) |
|                                 | Lovis Corinth               | Professor Eduard Meyer in seinem Arbeitszimmer Der Historiker Professor Dr. Edouard Meyer | Öl auf Leinwand                 | 140,5 × 108,2 cm | 1911   | Geschenk von Kunstfreunden (Inv. Nr. 1820) |
|                                 | Lovis Corinth               | Professor Eduard Meyer in Dekanstracht im Dekanatszimmer der Universität Berlin gemalt Der Historiker Professor Dr. Eduard Meyer in Amtstracht                                                    | Öl auf Leinwand                 | 200 × 150,5 cm   | 1911   | Erworben mit Mitteln aus dem Vermächtnis Christian Heinrich Lüders (Inv. Nr. 1642) |
|                                 | Lovis Corinth               | Porträt Carl Hagenbeck mit dem Walroß Pallas Aus Hagenbecks Tierpark Hagenbeck in seinem Tierpark                                                                                                 | Öl auf Leinwand                 | 200 × 271 cm     | 1911   | Gestiftet von Kunstfreunden (Inv. Nr. 1821) |
|                                 | Lovis Corinth               | Blick auf den Köhlbrand, Palmaille in Altona, aus dem zweiten Stockwerk des Hauses von Herrn Johannes Gurlitt Blick von der Palmaille auf den Köhlbrand                                           | Öl auf Leinwand                 | 114,5 × 135 cm   | 1911   | Erworben mit Mitteln aus dem Vermächtnis Marie Oppenheim (Inv. Nr. 1644) |
|                                 | Ludwig von Hofmann          | Studie Zweier Ruderer | Öl auf Leinwand                 | 32,4 × 48,5 cm   | 1911   | Erworben mit Mitteln aus dem Vermächtnis Christian Heinrich Lüders (Inv. Nr. 2151) |
|                                 | Ludwig von Hofmann          | Zweier: Germania-Ruderclub Hamburg Ruderer | Öl auf Leinwand                 | 160,5 × 244 cm   | 1911   | Erworben mit Mitteln aus dem Vermächtnis Christian Heinrich Lüders (Inv. Nr. 1863) |
|                                 | Max Liebermann              | 1. Studie zum Bildnis des Herrn Bürgermeister Dr. Burchard | Öl auf Leinwand                 | 96 × 76 cm       | 1911   | Geschenk vom Künstler (Inv. Nr. 2143) |
|                                 | Max Liebermann              | 2. Studie zum Bildnis des Herrn Bürgermeister Dr. Burchard | Öl auf Leinwand                 | 83 × 65,7 cm     | 1911   | Geschenk vom Künstler (Inv. Nr. 2144) |
|                                 | Max Liebermann              | 3. Studie zum Bildnis des Herrn Bürgermeister Dr. Burchard | Öl auf Leinwand                 | 81 × 66 cm       | 1911   | Geschenk vom Künstler (Inv. Nr. 2145) |
|                                 | Max Liebermann              | Bürgermeister Heinrich Burchard | Öl auf Leinwand                 | 200 × 151 cm     | 1911   | Erworben aus der Lichtwark-Stiftung (Inv. Nr. 1698) |
|                                 | Bernhard Pankok             | Edmund J. A. Siemers | Öl auf Leinwand                 | 200 × 140 cm     | 1911   | Erworben aus der Alfred-Beit-Stiftung (Inv. Nr. 2246) |
|                                 | Carl Bantzer                | Studie zu Carl Woermann | Öl auf Pappe                    | 34,5 × 42 cm     | 1912   | Geschenk vom Künstler (Inv. Nr. 2196) |
|                                 | Carl Bantzer                | Studie zu Carl Woermann | Öl auf Leinwand                 | 47 × 52 cm       | 1912   | Geschenk vom Künstler (Inv. Nr. 2194) |
|                                 | Carl Bantzer                | Carl Woermann | Öl auf Leinwand                 | 130 × 106 cm     | 1912   | Geschenk von einer Kunstfreundin (Inv. Nr. 1827) |
| keine Abbildung bekannt         | Julius von Ehren            | Am Ufer der Este | Öl auf Holz                     | 63,3 × 83,2 cm   | 1912   | Geschenk von einem Kunstfreund, 1927 nicht mehr im Bestand, Verbleib unbekannt |
| Bild urheberrechtlich geschützt | Ernst Eitner                | Selbstbildnis | Öl auf Leinwand                 | 100 × 80 cm      | 1912   | Geschenk von einem Kunstfreund (Inv. Nr. 1741) |
| keine Abbildung bekannt         | Ernst Eitner                | Aus einem Alteleutehaus | Öl auf Leinwand                 | 90 × 70 cm       | 1912   | Geschenk von einem Kunstfreund, Verbleib unbekannt |
| keine Abbildung bekannt         | Sophus Hansen               | Freilichtstudie | unbekannt                       | 45,1 × 40,5 cm   | 1912   | Geschenk von einem Kunstfreund, 1927 nicht mehr im Bestand, Verbleib unbekannt |
| Bild urheberrechtlich geschützt | Sophus Hansen               | Nordfriesische Kirche Kirche in Nieblum auf Föhr | Öl auf Leinwand                 | 91 × 93 cm       | 1912   | Geschenk von einem Kunstfreund (Inv. Nr. 1722) |
| Bild urheberrechtlich geschützt | Arnold Hartleff             | Der Dom von der Feldstraße gesehen | Öl auf Leinwand                 | 70 × 90,5 cm     | 1912   | Geschenk von einem Kunstfreund (Inv. Nr. 1749) |
| keine Abbildung bekannt         | Hugo Friedrich Hartmann     | Pferde zur Tränke | Öl auf Leinwand                 | 129,5 × 146,2 cm | 1912   | Geschenk von einem Kunstfreund, 1924 verkauft, Verbleib unbekannt |
| keine Abbildung bekannt         | Ludwig von Hofmann          | Vierer. Bildskizze | Pastell auf Leinwand            | 29,2 × 52,5 cm   | 1912   | 1943 vernichtet |
|                                 | Ludwig von Hofmann          | Bauers Park | Pastell auf Leinwand            | 35,2 × 50,1 cm   | 1912   | 1924 verkauft, Verbleib unbekannt |
|                                 | Ludwig von Hofmann          | Elbufer vor Flors Park | Pastell auf Leinwand            | 24 × 37 cm       | 1912   | Erworben mit Mitteln aus dem Vermächtnis Christian Heinrich Lüders (Inv. Nr. 2153) |
|                                 | Ludwig von Hofmann          | Elbstrand beim Florsschen Strand | Pastell auf Leinwand            | 23,5 × 37,5 cm   | 1912   | (Inv. Nr. 2154) |
|                                 | Leopold von Kalckreuth      | Der Historiker Professor Dr. Erich Marcks | Öl auf Leinwand                 | 94 × 79,5 cm     | 1912   | Erworben aus der Lichtwark-Stiftung (Inv. Nr. 1663) |
|                                 | Friedrich Lißmann           | Einfallende Höckerschwäne | Tempera auf Pappe               | 32 × 42 cm       | 1912   | Geschenk von einem Kunstfreund (Inv. Nr. 1761) |
|                                 | Friedrich Lißmann           | Eisvogel und Wasserläufer am Watt der Unterelbe | Tempera auf Pappe               | 72,5 × 100 cm    | 1912   | Geschenk von einem Kunstfreund (Inv. Nr. 1759) |
|                                 | Friedrich Lißmann           | Kampfläufer und Sandregenpfeifer | Tempera auf Pappe               | 89,8 × 110 cm    | 1912   | Geschenk von einem Kunstfreund (Inv. Nr. 1760) |
| Bild urheberrechtlich geschützt | Ernst Odefey                | Selbstbildnis | Öl auf Leinwand                 | 190 × 100,5 cm   | 1912   | Geschenk von einem Kunstfreund (Inv. Nr. 2244) |
| keine Abbildung bekannt         | Julius Rehder               | Fleißig Mädchen bei der Schularbeit | Öl auf Leinwand                 | 94,5 × 80,5 cm   | 1912   | Geschenk von einem Kunstfreund, Verbleib unbekannt |
|                                 | Walter von Ruckteschell     | Binnenalster | Öl auf Leinwand                 | 72 × 80,3 cm     | 1912   | Geschenk von einem Kunstfreund (Inv. Nr. 1718) |
| Bild urheberrechtlich geschützt | Friedrich Schaper           | Innenraum Finkenwerder Stube in Finkenwerder | Öl auf Leinwand                 | 105 × 100 cm     | 1912   | Geschenk von einem Kunstfreund (Inv. Nr. 1736) |
| Bild urheberrechtlich geschützt | Friedrich Schaper           | Regenwetter in Duhnen | Öl auf Leinwand                 | 60,5 × 70 cm     | 1912   | Geschenk von einem Kunstfreund (Inv. Nr. 1735) |
| keine Abbildung bekannt         | Eduard Steinbach            | Aus meiner Wohnung | Öl auf Leinwand                 | 81,3 × 100,5 cm  | 1912   | Geschenk von einem Kunstfreund, 1943 in der Vertretung Hamburgs in Berlin verbrandt |
| keine Abbildung bekannt         | Eduard Steinbach            | Die Frau des Künstlers | Öl auf Leinwand                 | 100,5 × 95,5 cm  | 1912   | Geschenk der Emil und Maria Kohl Stiftung, Verbleib unbekannt |
| Bild urheberrechtlich geschützt | Gretchen Wohlwill           | Wirtshausgarten | Öl auf Leinwand                 | 70 × 85 cm       | 1912   | Geschenk von einem Kunstfreund (Inv. Nr. 1731) |
|                                 | Rudolf Jacob Zeller         | Des Künstlers Mutter | Öl auf Leinwand                 | 101 × 76 cm      | 1912   | Geschenk von einem Kunstfreund (Inv. Nr. 1769) |
|                                 | Pierre Bonnard              | Professor Franz Ludwig Stuhlmann | Öl auf Leinwand                 | 100,5 × 81 cm    | 1913   | Erworben aus der Lichtwark-Stiftung (Inv. Nr. 1570) |
|                                 | Pierre Bonnard              | Abend am Uhlenhorster Fährhaus | Öl auf Leinwand                 | 50 × 65,5 cm     | 1913   | Erworben aus der Lichtwark-Stiftung (Inv. Nr. 1572) |
|                                 | Pierre Bonnard              | Lampionkorso auf der Außenalster Blick aus dem Hotel Atlantic auf die Außenalster mit dem Lampionkorso am Kaisertag                                                                               | Öl auf Leinwand                 | 37,5 × 47,5 cm   | 1913   | Erworben aus der Lichtwark-Stiftung (Inv. Nr. 1571) |
|                                 | Max Liebermann              | Peter Behrens | Öl auf Leinwand                 | 118,5 × 92 cm    | 1913   | Erworben aus der Lichtwark-Stiftung (Inv. Nr. 1595) |
|                                 | Édouard Vuillard            | Bootssteg an der Außenalster | Pastell auf Pappe               | 35 × 77 cm       | 1913   | Erworben aus der Lichtwark-Stiftung (Inv. Nr. 1575) |
|                                 | Édouard Vuillard            | Löschplatz an der Außenalster | Pastell auf Pappe               | 46,7 × 77,2 cm   | 1913   | Erworben aus der Lichtwark-Stiftung (Inv. Nr. 1576) |
|                                 | Édouard Vuillard            | Senator E. W. L. Heinrich Roscher | Öl auf Leinwand                 | 100,5 × 81,5 cm  | 1913   | Erworben aus der Lichtwark-Stiftung (Inv. Nr. 1573) |
|                                 | Édouard Vuillard            | Blick auf die Binnenalster | Gouache auf Pappe               | 74 × 55,2 cm     | 1913   | Erworben aus der Lichtwark-Stiftung (Inv. Nr. 1574) |
|                                 | Leopold von Kalckreuth      | Bürgermeister Max Predöhl | Öl auf Leinwand                 | 200 × 151 cm     | 1915   | (Inv. Nr. 1817) |
|                                 | Max Liebermann              | Fürst Bernhard von Bülow | Öl auf Leinwand                 | 177 × 87,5 cm    | 1917   | Geschenk Gustav Adolph Moritz Aufschläger und Gustav Diedrichsen (Inv. Nr. 1596) |